# Championnat du Guatemala de football 1968-1969
Navigation
Saison précédente Saison suivante
La Liga Nacional 1968-1969 est la dix-septième édition de la première division guatémaltèque.
Lors de ce tournoi, le Aurora FC a tenté de conserver son titre de champion du Guatemala face aux neuf meilleurs clubs guatémaltèques.
Chacun des dix clubs participant était confronté trois fois aux neuf autres équipes.
Seulement une place était qualificative pour la Coupe des champions de la CONCACAF.

## Les 10 clubs participants
| \| Guatemala: Aurora FC CSD Comunicaciones CSD Municipal Cementos Novella Tipografía Nacional Universidad SC Guatemala Juventud Escuintleca Guatemala Deportivo Palo Gordo Deportivo Suchitepéquez Guatemala Xelaju MC \| Localisation des clubs engagés dans le championnat. |
| Guatemala: Aurora FC CSD Comunicaciones CSD Municipal Cementos Novella Tipografía Nacional Universidad SC Guatemala Juventud Escuintleca Guatemala Deportivo Palo Gordo Deportivo Suchitepéquez Guatemala Xelaju MC                                                           |

Ce tableau présente les dix équipes qualifiées pour disputer le championnat 1968-1969. On y trouve le nom des clubs, le nom des stades dans lesquels ils évoluent ainsi que la capacité et la localisation de ces derniers.
| Club                    | Stade                      | Capacité          | Ville                      |
| Aurora FC               | Stade de l'Ejército        | 13 300            | Guatemala City             |
| CSD Comunicaciones      | Stade Mateo Flores         | 30 000            | Guatemala City             |
| Juventud Escuintleca    | Stade Ricardo Muñoz Gálvez | 3 000             | Escuintla                  |
| CSD Municipal           | Stade Mateo Flores         | 30 000            | Guatemala City             |
| Deportivo Palo Gordo    | Stade inconnu              | Capacité inconnue | Esquipulas Palo Gordo (en) |
| Pepsi-Cola IG           | Stade inconnu              | Capacité inconnue | Ville inconnue             |
| Deportivo Suchitepéquez | Stade Carlos Salazar Hijo  | 12 000            | Mazatenango                |
| Tipografía Nacional     | Stade La Pedrera           | Capacité inconnue | Guatemala City             |
| Universidad SC          | Stade de la Revolución     | 5 000             | Guatemala City             |
| Xelaju MC               | Stade Mario Camposeco      | 11 000            | Quetzaltenango             |

## Compétition
Les dix équipes affrontent à trois reprises les neuf autres équipes selon un calendrier tiré aléatoirement.
Le classement est établi sur l'ancien barème de points (victoire à 2 points, match nul à 1, défaite à 0).
Le départage final se fait selon les critères suivants :
- Le nombre de points.
- La différence de buts générale.
- Le nombre de buts marqué.

### Classement
| Rang | Équipe                  | Pts | J  | G  | N | P  | Bp | Bc | Diff |
| ---- | ----------------------- | --- | -- | -- | - | -- | -- | -- | ---- |
| 1    | CSD Comunicaciones      | 45  | 27 | 19 | 7 | 1  | 74 | 24 | +50  |
| 2    | Aurora FC T             | 44  | 27 | 19 | 6 | 2  | 52 | 17 | +35  |
| 3    | CSD Municipal           | 31  | 27 | 12 | 7 | 8  | 50 | 25 | +25  |
| 4    | Pepsi-Cola IG P         | 30  | 27 | 11 | 8 | 8  | 37 | 41 | -4   |
| 5    | Tipografía Nacional     | 28  | 27 | 10 | 8 | 9  | 37 | 43 | -6   |
| 6    | Deportivo Suchitepéquez | 23  | 27 | 9  | 5 | 13 | 43 | 43 | 0    |
| 7    | Universidad SC          | 22  | 27 | 7  | 8 | 12 | 32 | 40 | -8   |
| 8    | Xelaju MC               | 20  | 27 | 6  | 8 | 13 | 29 | 53 | -24  |
| 9    | Juventud Escuintleca    | 18  | 27 | 6  | 6 | 15 | 24 | 49 | -25  |
| 10   | Deportivo Palo Gordo    | 9   | 27 | 1  | 7 | 19 | 28 | 71 | -43  |

| Légende : Qualifications et relégations | Légende : Qualifications et relégations                             |
| --------------------------------------- | ------------------------------------------------------------------- |
|                                         | Coupe des champions de la CONCACAF 1969 (1er Tour de qualification) |
|                                         | Relégué en Primera División de Guatemala                            |
|                                         | T Tenant du titre P Promu de la saison 1967-1968                    |

## Bilan du tournoi
| Championnat du Guatemala de football 1968-1969           |                      |
| Champion                                                 | CSD Comunicaciones   |
| Dauphin                                                  | Aurora FC            |
| Coupes et trophées                                       |                      |
| Vainqueur Copa Federación                                | Aurora FC            |
| Qualifications continentales                             |                      |
| Coupe des champions 1969 (Premier tour de qualification) | CSD Comunicaciones   |
| Promotions et relégations                                |                      |
| Promus en Liga Nacional de Guatemala                     | Cementos Novella     |
| Relégués en Primera División de Guatemala                | Deportivo Palo Gordo |